# Аподака, Хуан Руис де
Хуан Хосе Руис де Аподака и Элиса (исп. Juan José Ruiz de Apodaca y Eliza, 3 февраля 1754, Кадис, Испания — 11 января 1835 (80 лет), Мадрид, Испания) — 1-й граф венадито, испанский морской офицер, вице-король Новой Испании с 20 сентября 1816 по 5 июля 1821 года.

## Военная карьера
Руис де Аподака родился в Кадисе в семье известных баскских торговцев. Он поступил на службу в военно-морской флот в 1767 году и принял участие в кампании против алжирских пиратов. В 1770 году он был произведен в чин прапорщика. Он находился в Перу с 1770 по 1778 и в Англии с 1779.
С 1781 по 1790 был капитаном на линейных кораблях, а потом он отвечал за реконструкцию гавани в Таррагоне. В октябре 1802 года он был назначен комендантом арсенала в Кадисе, где командуя эскадрой добился значительных успехов. Когда французы вторглись в Испанию, он принял командование остатками испанского флота, значительная часть которого была захвачена или уничтожена в Трафальгарском сражении, под его командой была захвачена эскадра Розили. Впоследствии он был полномочным послом в Великобритании и генерал-капитаном Испанской Флориды и Генерал-капитаном Кубы (1812-15). У него была репутация человека тактичного и здравомыслящего. За свои заслуги он был награжден военными орденами Святого Фердинанда и Святого Херменегильдо.

## Вице-король Новой Испании
В момент большой турбулентности в мексиканской войне за независимость он был назначен вице-королем Новой Испании в начале 1816 года, но он не принимал этот пост от Феликса Кальехи до 20 Сентября. Как новый вице-король Аподака предложил амнистию повстанцам. Тысячи повстанцев согласились, и только Висенте Герреро на юге и Гуадалупе Виктория и Николас Браво Руэда в Веракрусе продолжали восстание. Вице-король также отменил жесткую политику Кальехи и приказал, чтобы ни при каких обстоятельствах пленные повстанцы не подвергались немедленному расстрелу.
Он запретил запускать воздушных змеев (в качестве меры безопасности, потому что они обычно запускались с крыш). Он внимательно просмотрел публичные отчеты и обнаружил, что Каллеха вел их точно и аккуратно. Он погасил государственный долг, перестал полагаться на займы для финансирования правительства и вместо этого полагался только на таможенные пошлины, налоги и другие сборы, причитающиеся правительству. Он возродил коммерческий и горнодобывающий секторы экономики, насколько это было возможно во время войны.
17 апреля 1817 года испанский либерал Франсиско Хавьер Мина и 308 добровольцев прибыли в Сото-ла-Марина, Новый Сантандер, из Лондона и Нового Орлеана. Мина опубликовал манифест, в котором говорилось, что он борется не против Испании, а скорее против тирании короля Фердинанда VII с целью восстановить конституционный режим. 24 мая его войска начали марш вглубь страны, чтобы присоединиться к повстанцам, руководимым Педро Морено в Фуэрте-дель-Сомбреро, к северо-востоку от Гуанахуато. Аподака послал сильную команду против Мины и его союзников под командованием фельдмаршала Паскуаля Линьяна. После активных боев Линьян убил Морено и взял Мину в плен на ранчо дель Венадито, недалеко от Силао 27 Oктября. Мина был расстрелян 11 ноября. В результате этого действия вице-король получил титул «Конде де Венадито», что вызвало много насмешек. И снова казалось, что восстание разгромлено.
Соединенные Штаты и Великобритания, которые после Наполеоновских войн больше не были союзниками Испании. Вместе с Францией они были заинтересованы в коммерческих преимуществах, которые они получили бы, поддерживая повстанцев в испанских владениях. Испанские агенты получили известие о том, что британцы Томас Кокрейн и Уилсон готовили экспедицию против Новой Испании, и что мексиканские повстанцы в Нью-Йорке купили канонерскую лодку, которую они базировали в заливе Матагорда чтобы напасть на торговые порты в Мексиканском заливе. Поэтому Аподаке были даны инструкции удвоить бдительность на побережье. Повстанцам удалось захватить вооруженное торговое судно из Веракруса и казнить капитана. Американцу Уильяму Робинсону удалось занять Альтамиру и Тампико, надеясь придать новый импульс революции, но Робинсон был взят в плен в Тампико и отправлен в Кадис. С помощью англичан он бежал в Гибралтар. Позже Испания и Соединенные Штаты подписали Договор Адамса — Ониса от 22 Февраля 1819. Договор установил границы между Соединенными Штатами и Новой Испанией, которые были предметом спора со времен Луизианской покупки. США получили Флориду и отказались от своих притязаний на Техас. Испания отказалась от своих притязаний на Орегонской земли.
Предыдущий вице-король, Кальеха, основал форт на старом табачном складе в Мехико, названный «Ла Сиудадела». Аподака превратил его в склад оружия и боеприпасов, но они постепенно разворовывались. Он приказал бригадиру Франсиско Новелла взять на себя ответственность за Ла Сьюдаделу и остановить воровство. Новелла счел эту задачу ниже своего достоинства и смог заручиться поддержкой Королевской аудиенсии Мехико. Этот инцидент сделал Новеллу врагом Руиса де Аподаки, и именно Новелла позже сверг его и заменил в 1821 году.

## План Итурбиде
1 января 1820 года полковник Рафаэль Риего поднялся в восстании в Андалусии, Испания, требуя восстановления Конституции 1812 года. Фердинанд VII был вынужден восстановить конституцию 9 марта 1820 года в Испании и во всех испанских владениях. Когда приказ прибыл в Новую Испанию, Аподака отложила его публикацию в ожидании результатов секретных переговоров, проводимых в церкви Сан-Фелипе-Нери «Ла Професа». 7 марта 1821 года участники переговоров договорились о принятии декларации независимости Новой Испании, сопровождаемой предложением Фердинанду VII править как абсолютный монарх, без упоминания конституции.
Для того чтобы этот план увенчался успехом, была необходима поддержка военных. С этой целью вице-король выбрал генерала Агустина де Итурбиде представлять клику, в то же время освобождая его от судебного разбирательства, связанного с обвинениями в ненадлежащем поведении в Эль-Баджио. Этот план, как выяснилось по иронии судьбы, стал известен как «План Итурбиде». 9 ноября 1820 года Итурбиде был назначен командующим роялистскими войсками на юге страны. Тем временем 31 мая 1820 года Аподака восстановил Конституцию 1812 года.

## Игуальский план
Преследуя свои собственные амбиции, Итурбиде переписывался, а затем встретился с генералом повстанцев, с которым его послали сражаться, Висенте Герреро, что привело к так называемым «Объятиям Акатемпана» 10 Февраля 1821. Они вдвоем договорились провозгласить независимость Мексики. Это соглашение было объявлено 2 марта 1821 года в городе Игуала.
Это соглашение стало известно как Игуальский план. Он пригласил вице-короля Руиса де Аподаку стать лидером движения за независимость. Вице-король отклонил это предложение и объявил Итурбиде предателем и вне закона. Он послал против него войска, но повсюду войска взбунтовались и перешли на сторону Итурбиде. Подполковник Антонио Лопес де Санта-Анна, например, принял План Игуала в Халапа-Энрикес 29 мая 1821 года.

## Свержение Руиса де Аподаки
Роялисты во главе с бригадиром Бучели объявили Аподаку некомпетентным и сместили его 5 июля 1821 года. Аподака был отправлен в Испанию для предъявления обвинений, но он был освобожден от ответственности и вернулся к службе. На момент своей смерти в 1835 году он был генерал-капитаном испанского военно-морского флота.
Город Аподака в Монтеррей, Нуэво-Леон, Мексика, назван в его честь.
Генерал Франсиско Новелла был назначен временным вице-королем до прибытия Хуана О’Доноху на смену Руиса де Аподаки. 300-летнее правление Мексики Испанией подходило к концу.